# Grande città indipendente
Portano il titolo di Grande città indipendente (in tedesco Große selbständige Stadt) alcune città del Land tedesco della Bassa Sassonia che, oltre ai compiti tipici di un comune, svolgono anche quelli delle comunità amministrative della Germania.

## Lista delle "Grandi città indipendenti"
- Celle
- Cuxhaven
- Goslar
- Hameln
- Hildesheim
- Lingen (Ems)
- Luneburgo (Lüneburg)

## Altre categorie di città tedesche constatusspeciale
- Grande città di circondario (Große kreisangehörige Stadt), in Brandeburgo, Renania Settentrionale-Vestfalia, Renania-Palatinato, Schleswig-Holstein e Turingia
- Media città di circondario (Mittlere kreisangehörige Stadt), nella Renania Settentrionale-Vestfalia
- Grande città circondariale (Große Kreisstadt), in Baden-Württemberg, Baviera, Sassonia
- Comune indipendente (Selbständige Gemeinde), in Bassa Sassonia
- Città media (Mittelstadt), nel Saarland
- Città con status speciale (Sonderstatusstadt), in Assia